# Trimeresurus
Genre
Synonymes
- Parias Cope, 1849
- Cryptelytrops Cope, 1860
- Peltopelor Günther, 1864
- Himalayophis Malhotra, & Thorpe, 2004
- Popeia Malhotra, & Thorpe, 2004
- Viridovipera Malhotra, & Thorpe, 2004

Trimeresurus est un genre de serpents de la famille des Viperidae. Les espèces de ce genre sont souvent appelées crotales verts, crotales arboricoles, vipères des bambous ou trimérésures.

## Répartition
Les 50 espèces du genre Trimeresurus se rencontrent en Asie.

## Description
Ce sont des serpents venimeux.
Ces serpents, comme les vipères en Europe, utilisent leur venin principalement pour tuer leurs proies, de préférence des oiseaux et des grenouilles ; mais ils peuvent aussi l'utiliser pour se défendre, parfois contre l'homme chez qui une morsure peut être dangereuse. Elle provoque une douleur insoutenable mais non constante et qui décroît rapidement. Le venin des crotales verts est modérément puissant et leurs morsures ne sont mortelles que dans de rares cas. Ils sont cependant un réel sujet de santé publique car ils sont très nombreux et il est fréquent de les rencontrer entre le niveau du sol sur les premières branches et 2 m de hauteur. Ils sont à l'origine de 50 % à plus de 70 % des morsures de serpents sur l'homme dans certaines régions d'Asie. En cas de morsure, il faut aller à l'hôpital où on peut trouver un sérum polyvalent qui convient pour la majorité des espèces de Trimeresurus, car les espèces de ce genre sont difficiles à différencier entre-elles. Une morsure peut laisser des séquelles localisées après des nécroses du fait de l'activité essentiellement cytotoxique et hémotoxique du venin.

## Liste des espèces
Selon The Reptile Database (3 décembre 2014) :
- Trimeresurus albolabris (Gray, 1842)
- Trimeresurus andalasensis David, Vogel, Vijayakumar & Vidal, 2006
- Trimeresurus andersonii Theobald, 1868
- Trimeresurus barati Regenass & Kramer, 1981
- Trimeresurus borneensis (Peters, 1872)
- Trimeresurus brongersmai Hoge, 1969
- Trimeresurus buniana (Grismer, Grismer & Mcguire, 2006)
- Trimeresurus cantori (Blyth, 1846)
- Trimeresurus cardamomensis (Malhotra, Thorpe, Mrinalini & Stuart, 2011)
- Trimeresurus erythrurus (Cantor, 1839)
- Trimeresurus fasciatus (Boulenger, 1896)
- Trimeresurus flavomaculatus, (Gray, 1842)
- Trimeresurus fucatus Vogel, David & Pauwels, 2004
- Trimeresurus gracilis Oshima, 1920
- Trimeresurus gramineus (Shaw, 1802)
- Trimeresurus gumprechti David, Vogel, Pauwels & Vidal, 2002
- Trimeresurus gunaleni Vogel, David & Sidik, 2014
- Trimeresurus hageni (Lidth de Jeude, 1886)
- Trimeresurus honsonensis (Grismer, Ngo & Grismer, 2008)
- Trimeresurus insularis Kramer, 1977
- Trimeresurus kanburiensis Smith, 1943
- Trimeresurus labialis Steindachner, 1867
- Trimeresurus macrolepis Beddome, 1862
- Trimeresurus macrops Kramer, 1977
- Trimeresurus malabaricus (Jerdon, 1854)
- Trimeresurus malcolmi Loveridge, 1938
- Trimeresurus mcgregori Taylor, 1919
- Trimeresurus medoensis Zhao, 1977
- Trimeresurus mutabilis Stoliczka, 1870
- Trimeresurus nebularis Vogel, David & Pauwels, 2004
- Trimeresurus phuketensis Sumontha, Kunya, Pauwels, Nitikul & Punnadee, 2011
- Trimeresurus popeiorum Smith, 1937
- Trimeresurus puniceus (Boie, 1827)
- Trimeresurus purpureomaculatus (Gray, 1832)
- Trimeresurus rubeus (Malhotra, Thorpe, Mrinalini & Stuart, 2011)
- Trimeresurus sabahi Regenass & Kramer, 1981
- Trimeresurus salazar Mirza et al., 2020
- Trimeresurus schultzei Griffin, 1909
- Trimeresurus septentrionalis Kramer, 1977
- Trimeresurus sichuanensis (Guo & Wang, 2011)
- Trimeresurus stejnegeri Schmidt, 1925
- Trimeresurus strigatus Gray, 1842
- Trimeresurus sumatranus (Raffles, 1822)
- Trimeresurus tibetanus Huang, 1982
- Trimeresurus toba David, Petri, Vogel & Doria, 2009
- Trimeresurus trigonocephalus (Latreille, 1801)
- Trimeresurus truongsonensis Orlov, Ryabov, Thanh & Cuc, 2004
- Trimeresurus venustus Vogel, 1991
- Trimeresurus vogeli David, Vidal & Pauwels, 2001
- Trimeresurus wiroti Trutnau, 1981
- Trimeresurus yunnanensis Schmidt, 1925

## Publication originale
- Lacépède, 1804 : Mémoire sur plusieurs animaux de la Nouvelle-Hollande dont la description n’a pas encore été publiée. Annales du Muséum National d’Histoire Naturelle, Paris, vol. 4, p. 184-211 (texte intégral).